# Параатакаміт
Параатакамі́т, паратакаміт (рос. параатакамит (паратакамит); англ. paraatacamite; нім. Paratacamit m) — мінерал, оксигалогенід міді шаруватої будови.

## Загальний опис
Хімічна формула: Cu2(OH)3Cl. Містить (%): Cu — 59,51; Cl — 16,60; O — 11,24; H2O — 12,65 (OH — 23,89).
Сингонія тригональна. Дитригонально-скаленоедричний вид. Кристали ромбоедричні, звичайно здвійниковані, зернисті, порошкуваті агрегати. Густина 3,74. Твердість 3. Колір яскраво-зелений. Риса зелена. Блиск скляний. Спайність ясна. Злам раковистий. Крихкий. У шліфі в прохідному світлі зелений. Утворюється при зміні мінералів, які містять мідь, у зоні окиснення разом з атакамітом.
Знайдений біля вулкана Везувію поблизу Неаполя, Італія; в Сьєрра-де-Горда і Ремолінос, Чилі.
Від пара… й назви мінералу атакаміту (G.F.H.Smith, 1905).
Синоніми: ателіт.